# Mwaluphamba Location
Mwaluphamba Location är ett område i Kenya.   Det ligger i länet Kwale, i den södra delen av landet, 400 km sydost om huvudstaden Nairobi.